# Хёрд, Джарретт
Джарретт Хёрд (англ. Jarrett Hurd; род. 31 августа 1990, Аккокик, Мэриленд, США) — американский боксёр-профессионал, выступающий в первой средней (англ. super welterweight, до 69,85 кг) весовой категории. Среди профессионалов бывший чемпион мира по версиям IBF (2017—2019), WBA (super) (2018—2019) и IBO (2018—2019) в 1-м среднем весе.

## Любительская карьера
Детство провёл в Аккокик (штат Мэриленд), где окончил среднюю школу Гвинн Парк. За это время установил рекорд 32—8 по итогу 40 любительских боёв.

## Профессиональная карьера
Джарретт Хёрд дебютировал на профессиональном ринге в сентябре 2012 года.
25 февраля 2017 года победил техническим нокаутом в девятом раунде своего соотечественника Тони Харрисона (24-1) и завоевал вакантный титул чемпиона мира по версии IBF.
7 апреля 2018 года победил раздельным решением (113—114, 114—113, 114—113) кубинца Эрисланди Лару и объединил титулы чемпиона мира по версиям IBF, WBA (super) и IBO.
11 мая 2019 года единогласным решением судей проиграл все свои титулы своему соотечественнику Джулиану Уильямсу (26-1-1).

## Статистика боёв
В таблице перечислены результаты всех поединков боксёров.
В каждой строке указан результат поединка. Дополнительно номер поединка обозначен цветом, который обозначает итог поединка. Расшифровка обозначений и цветов представлена в нижеследующей таблице.
| Пример | Расшифровка                     |
| ------ | ------------------------------- |
|        | Победа                          |
|        | Ничья                           |
|        | Поражение                       |
|        | Планируемый поединок            |
|        | Поединок признан несостоявшимся |
| КО     | Нокаут                          |
| ТКО    | Технический нокаут              |
| PTS    | Решение судей (по очкам)        |
| UD     | Единогласное решение судей      |
| MD     | Решение большинства судей       |
| SD     | Раздельное решение судей        |
| RTD    | Отказ от продолжения боя        |
| DQ     | Дисквалификация                 |
| NC     | Поединок признан несостоявшимся |

| Бой | Дата            | Соперник                   | Место проведения                                 | Результат         | Примечание |
| --- | --------------- | -------------------------- | ------------------------------------------------ | ----------------- | --- |
| 25  | 25 января 2020  | Франсиско Сантана (25-7-1) | Барклайс-центр, Бруклин, Нью-Йорк, США           | UD (10)           | Счёт: 97-92, 99-90, 99-90. |
| 24  | 11 мая 2019     | Джулиан Уильямс (26-1-1)   | Фэрфакс, Виргиния, США                           | UD (12)           | Счёт: 111-116, 112-115, 112-115. Утратил титул чемпиона мира по версиям WBA Super (2-я защита Хёрда), IBF (4-я защита Хёрда) и IBO (2-я защита Хёрда) в 1-м среднем весе. |
| 23  | 1 декабря 2018  | Джейсон Уэлборн (24-6)     | Стэйплс-центр, Лос-Анджелес, Калифорния, США     | KO 4 (12), 1:55   | Защитил титулы чемпиона мира по версиям WBA (super), IBF и IBO в 1-м среднем весе.                                                                                        |
| 22  | 7 апреля 2018   | Эрисланди Лара (25-2-2)    | Hard Rock Hotel and Casino, Лас-Вегас, США       | SD (12)           | Объединил титулы чемпиона мира по версиям IBF (2-я защита Хёрда), WBA (super) и IBO (5-я защита Лары) в 1-м среднем весе.                                                 |
| 21  | 14 октября 2017 | Остин Траут (30-3)         | Барклайс-центр, Бруклин, Нью-Йорк, Нью-Йорк, США | RTD 10 (12), 3:00 | Защитил титул чемпиона мира по версии IBF (1-я защита Хёрда) в 1-м среднем весе.                                                                                          |
| 20  | 25 февраля 2017 | Тони Харрисон (24-1)       | Legacy Arena, Бирмингем, Алабама, США            | TKO 9 (12), 2:24  | Завоевал вакантный титул чемпиона мира по версии IBF в 1-м среднем весе.                                                                                                  |
| Бой | Дата            | Соперник                   | Место проведения                                 | Результат         | Примечание |